# Ла-Виктория (Амасонас)
Ла-Виктория (исп. La Victoria) — муниципалитет на юго-востоке Колумбии, в составе департамента Амасонас.

## Географическое положение

Муниципалитет Ла-Виктория

Муниципалитет расположен в северной части департамента. Граничит на севере и востоке с территорией департамента Ваупес (административная граница проходит по реке Апапорис), на северо-западе — с территорией департамента Какета, на юге — с муниципалитетом Мирити-Парана.

## Население
По данным Национального административного департамента статистики Колумбии, численность населения муниципалитета в 2012 году составляла 1066 человек.
Динамика численности населения муниципалитета по годам:
| 2005 | 2006 | 2007 | 2008 | 2009 | 2010 | 2011 | 2012 |
| ---- | ---- | ---- | ---- | ---- | ---- | ---- | ---- |
| 979  | 992  | 1004 | 1017 | 1029 | 1041 | 1054 | 1066 |